# USS Rabaul (CVE-121)
«Рабаул» (англ. USS Rabaul (CVE-121)) — ескортний авіаносець США часів Другої світової війни типу «Комменсмент Бей».

## Історія створення
Авіаносець «Рабаул» був закладений 29 січня 1945 року на верфі «Todd Pacific Shipyards» в Такомі. Спущений на воду 14 липня 1945 року. Був прийнятий ВМС США 30 серпня 1946 року.

## Історія служби
Авіаносець «Рабаул» після прийняття ВМС США у стрій офіційно не вводився, а одразу був виведений у резерв.
12 червня 1955 року був перекласифікований в ескортний вертольотоносець CVHE-121. 7 травня 1959 року перекласифікований в авіатранспорт AKV-21.
1 вересня 1971 року корабель був виключений зі списків флоту та проданий на злам.